# ちきりん
ちきりんは日本のブロガー・著述家。ブログ「Chikirinの日記」でBLOGOSアワード大賞およびアルファブロガー・アワード受賞。「おちゃらけ社会派」と称している。本名と顔を公表していないが、日本経済新聞・週刊東洋経済などは、正体は経営コンサルタントである伊賀泰代ではないかと推測している。

## 経歴
兵庫県在住・医師の娘。小学校5年生から社会に興味を持って新聞を毎日3時間かけて読む。中学校では街一番の暴力団組長の息子たる同級生に教師が何も言えず、中学生活は教師保護なき「力のある者が弱い者を屈服させる」「社会がむきだし」の状況だった。中学時代に社会のおもしろさを感じており「おちゃらけ社会派」の誕生といえるという。広い社会への渇望から、地元ではなく一橋大学に進学。学部は法学部で、刑法のゼミに入る。
医師であった父に興味を持ってもらおうと、卒論のテーマは「医療過誤の刑事責任」を選んだ。国立大学法学部卒業後に大手証券会社に入社したが、金融のお金の流れから世界の中心はここではないと感じ、退社。その後、27歳から2年間アメリカ合衆国の大学院に留学し、MBAを取得。帰国して外資系企業で勤務する。
日記を書きためては定期的に捨てていたが、物理的に場所を取らず、自分が死んでも自分だと気づかれない形で日記を書き続けたいと思い、2003年から「ちきりん」の名で「Chikirinの日記」を開始。「ジョークを織り交ぜながら、時事問題などにからめた論説をフランクに語るスタイル」の記事を書き続け、2007年頃から注目されるようになり、2008年8月に「正社員ポジションはどこへ？」という記事を公開、「メディアで正規雇用の減少が叫ばれているなか、若年層の正社員数が減って、55歳以上の正社員数が増えているという構図を統計情報からあぶり出し」大きく注目される。
2009年からITmediaで、ブログから選り抜きの記事を紹介する「ちきりんの“社会派”で行こう！」を連載。2011年に早期退社し、以降、会社員時代から続けていた文筆活動に専念。ブログを書き続ける傍ら、書籍の出版も行う。同年BLOGOS Award 2011 大賞およびアルファブロガー・アワード2011受賞。最初の著作『ゆるく考えよう 人生を100倍ラクにする思考法』の帯を堀江貴文が書き売り上げを伸ばす。
2013年に、日本で開始したばかりのKindle ダイレクト・パブリッシングで自力で電子書籍を出版し、その過程をレポート。事前に課題本の告知を出し、ブログ読者が参加するtwitter上の読書会も行っている。2013年時点で、「Chikirinの日記」と身の回りの話題を扱う「ちきりんパーソナル」を合わせ月間200万PV、月に20万人以上の読者が訪れており、日本で最も人気のある個人ブログのひとつと評されている。

## 人物
- 大学時に自殺した高野悦子の日記『二十歳の原点』を小学5年時に読んで大きな衝撃を受け、日記が持つ力に驚く[7]。「いつか私が死んだ時に私という存在を残せる」と思い日記を書き始める[7]。その延長がブログ「Chikirinの日記」である[7]。
- 「独りであること、未熟であること、これが私の二十歳の原点である。」という高野悦子の言葉の厳しさに震え、その後は高野悦子の言葉に代わる自分の原点と言えるもの探し続け、その倍も生きて「自由であること、楽観的であること」に到達した[7]。最初の著書のあとがきは、『二十歳の原点』への自分なりの回答と述べている[7]。
- ブログを書く目的は「大人の世界の入り口にいる子ども達（12歳の私）に、社会のリアルについて知り、考えるきっかけを与えること、思考することの楽しさを知ってもらうこと」である。ネット環境が整っておらず低スペックのスマートフォンしか持たない子でも、無料のブログなら読むことができる。「『こんな世界があるんだ！』と目を開かせてくれる情報が、裕福な家庭に生まれなくても、教育熱心で先進的な考えを持つ親の下に生まれなくても、どんな子でも自在に手に入る。そういう場所と環境を、これからも提供し続けたい。」と述べている[15]。
- 韓国ドラマが好き[5]。旅が好きであり50国以上に行っている[2]。
- 弟と妹がいる[16]。

## 著書
- 『ゆるく考えよう 人生を100倍ラクにする思考法』イースト・プレス（2011）ISBN 978-4-7816-0517-3 のち文庫ぎんが堂 ISBN 978-4-7816-7100-0
- 『自分のアタマで考えよう 知識にだまされない思考の技術』ダイヤモンド社（2011）ISBN 978-4-478-01703-6
- 『社会派ちきりんの世界を歩いて考えよう!』大和書房（2012） ISBN 978-4-479-79348-9 のち文庫  ISBN 978-4-479-30494-4
- 『未来の働き方を考えよう 人生は二回、生きられる』文藝春秋（2013） ISBN 978-4-16-376410-8 のち文庫 ISBN 978-4-16-790495-1
- 『「Chikirinの日記」の育て方』ちきりんブックス（2013）ASIN B00GO2TRBG
- 『多眼思考 ~モノゴトの見方を変える300の言葉!』大和書房（2014）ISBN 978-4-479-79456-1
- 『「自分メディア」はこう作る! 大人気ブログの超戦略的運営記』文藝春秋（2014）ISBN 978-4-16-390175-6　2020、10　文春文庫
- 『マーケット感覚を身につけよう-「これから何が売れるのか?」わかる人になる5つの方法』ダイヤモンド社（2015）ISBN 978-4-478-06478-8
- 『自分の時間を取り戻そう ゆとりも成功も手に入れられるたった1つの考え方』ダイヤモンド社（2016）ISBN 978-4-478-10155-1
- 『徹底的に考えてリノベをしたら、みんなに伝えたくなった50のこと』ダイヤモンド社（2019）
- 『自分の意見で生きていこう―「正解のない問題」に答えを出せる4つのステップ』ダイヤモンド社(2022) ISBN 978-4478115220

### 共著
- 『強く生きるノート 考え方しだいで世界は変わる』本田直之,小池龍之介,平田オリザ,竹中平蔵,原田泳幸,村上憲郎共著 講談社 （2013）ISBN 978-4-06-218004-7
- 『悩みどころと逃げどころ』梅原大吾共著 小学館新書（2016）ISBN 978-4-09-825274-9